# カタカケフウチョウ
カタカケフウチョウ (肩掛風鳥、学名：Lophorina superba、Lophorina feminina ) は、スズメ目フウチョウ科カタカケフウチョウ属に分類される鳥類である。オオカタカケフウチョウとも。

## 形態
オスとメスで見た目が大きく異なる（性的二形）。オスは体長26cmで胸部と頭の一部に青い羽を持ち残りの羽は全て黒色、メスは体長25cmで羽の色は地味な保護色になっている。幼鳥の外見はメスに似ている。
オスは首の後ろに求愛行動に使う大きな飾り羽を持っている。この部分の羽毛には小さなとげがついており通常の黒い羽毛と比べて多くの光が吸収され、その吸収率はおよそ99.7%にものぼる。この理由については、求愛行動の際に隣り合う青色の羽をより鮮やかに見せるためではないかという仮説がある。

## 分布
ニューギニア島内の中央部の山に分布する。標高1000-2300メートルの間に生息し、1650-1900メートルの間に特に多く見られる。オスはメスと比べて低い標高には現れにくい。生息環境は山地にある多雨林や森林の境界部分など。

## 生態
一夫多妻制でメスのみが子育てを行い、1-2個の卵を18-19日かけて孵化させる。
食べ物は主に昆虫や果実。

### 求愛行動

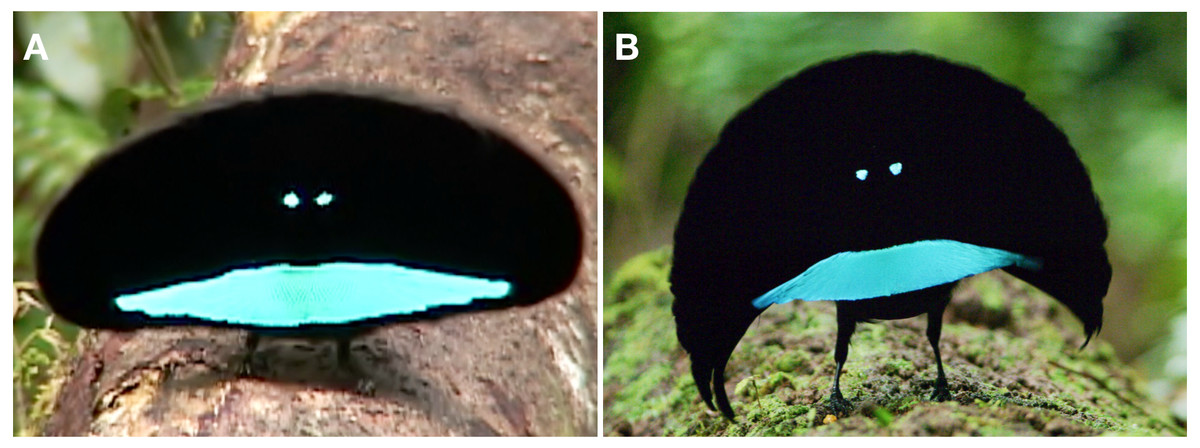
飾り羽を広げたカタカケフウチョウ。左がLophorina superba、右がLophorina niedda（種名はIrestedt et al. (2017)に準拠。後述。）

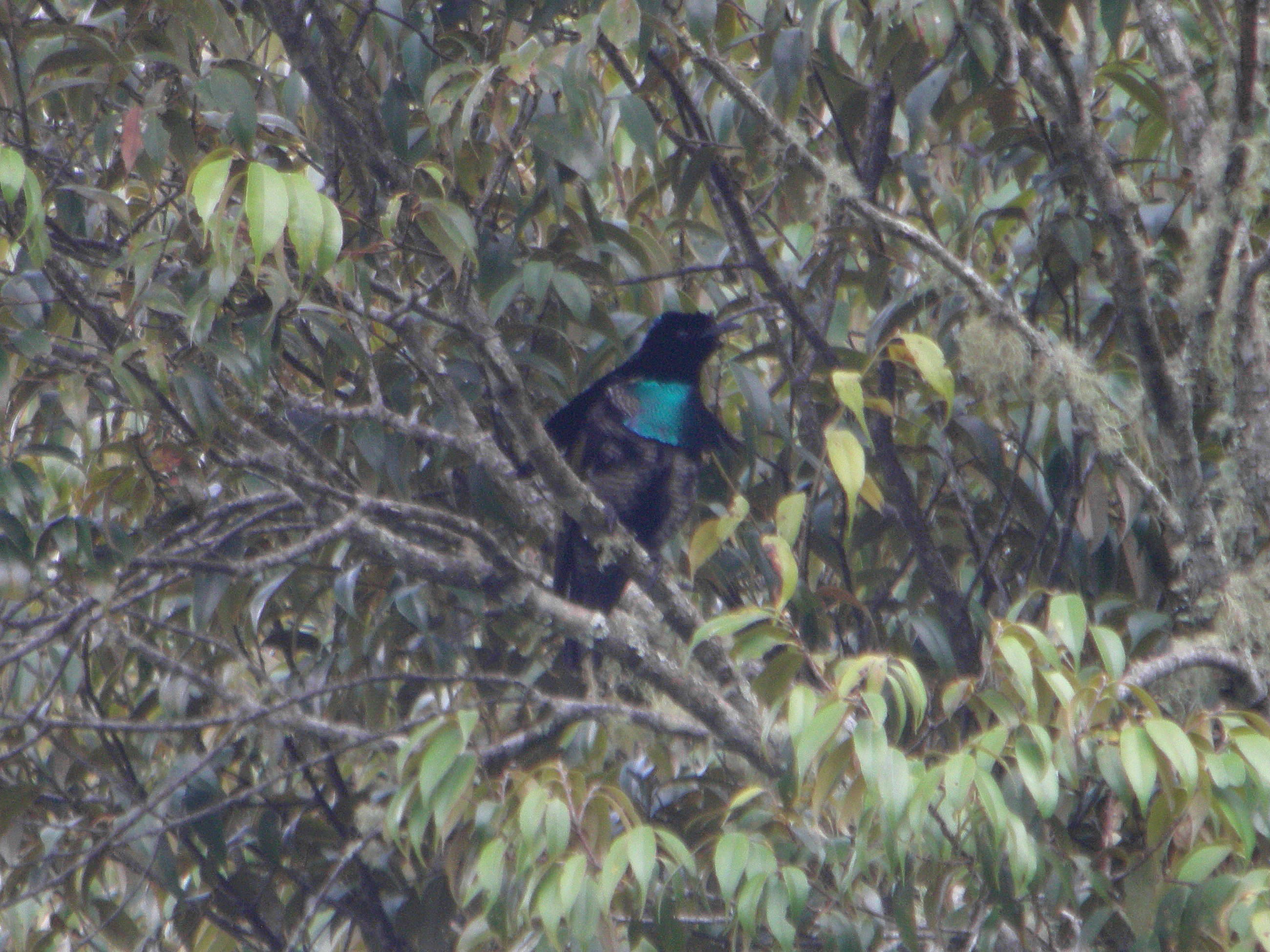
木にとまっているオスの成鳥

オスの求愛行動は林床付近で倒木などの上で行われ、initial display activityと呼ばれる比較的単純な動作と、high intensity displayと呼ばれる背後の飾り羽を広げる動作とに分けられる。はじめにしばらく頭とくちばしを上に向けてメスを見つめながら身をかがめた姿勢をとり、続いて胸の青い羽を素早くひらつかせたり背後の飾り羽を前方に振ったりする動きを繰り返す。こうしてメスがオスに近づいてくると次の段階に進み、胸の青い羽を前に突き出して完全に広げ、飾り羽は頭上から胸の羽の先までを囲むように前方に向けて半円形に広げられる。さらに胸より下では飾り羽の羽毛が内側に向けて丸く広がり胴体とつながることで完全な黒い円（横長の楕円）を描く。このとき頭部と胸の青い羽によって笑った顔のような見た目になる。オスはこの状態のままメスの周囲をはずむような動きで半円形か円形に回るダンスをする。この間、翼を素早く動かしたことによるカチカチという音が発せられる。メスが翼を下げて服従的な姿勢をとり、くちばしをオスのくちばしに近づけて常にオスに正面を向けるようになるとつがいが成立する。
なおフォーゲルコップ半島に生息するフォーゲルコップカタカケフウチョウではメスが降りてきてからもしばらく背後の飾り羽を完全に広げない、飾り羽が円でなく下が閉じていない三日月形になる、ダンスがはずむような動きでなく滑らかなどいくつかの違いが見られる。

## 人間との関わり
伝統的な衣装に用いる羽毛を目的とした狩猟が行われる。

## 現状
個体群の大きさは不明。個体数は急速ではないが減少傾向にあると言われている。IUCNのレッドリストの基準ではLeast concernに位置付けられている。

## 分類と学名に関する議論
従来カタカケフウチョウ属はsuperba（カタカケフウチョウ）1種のみから成るとされていたが、2017年にIrestedt et al.が博物館の標本から採取したDNAと形態学による分析からsuperba、niedda、minorの3種に分けることを提案した。また、それまでsuperbaという種小名はフォーゲルコップ半島のアルファク山脈にすむ種に結び付けられていたもののタイプ標本は既に失われておりその結び付けには議論があった。Irestedt et al.はそこで、標本が失われる前に描かれた図版はニューギニア島中央の山脈西部にすむ種（従来femininaとされていたもの）と特徴がよく一致するとし、superbaがこの種を指すように新たなタイプ標本を選び、従来のタイプ標本に結びつけられていた種をinopinataと名付けた。さらに命名者表記もForsterからPennantに変更した。Irestedt et al.による変更を表にまとめると下のようになる。（Elliott  et al. (2020)のTable1を元に作成）
| 生息地                     | 従来の種名 | 従来の種名              | Irestedt et al. (2017)の種名 | Irestedt et al. (2017)の種名 |
| -------------------------- | ---------- | ----------------------- | ---------------------------- | ---------------------------- |
| フォーゲルコップ半島       | L. superba | superba                 | L. niedda                    | inopinata                    |
| ワンダメン半島             | L. superba | niedda                  | L. niedda                    | niedda                       |
| 中央の山脈部               | L. superba | feminina                | L. superba                   | superba                      |
| ハーゲン山                 | L. superba | (feminina / latipennis) | L. superba                   | addenda                      |
| ニューギニア島東部・北東部 | L. superba | latipennis              | L. superba                   | latipennis                   |
| ニューギニア島南東部       | L. superba | minor                   | L. minor                     | L. minor                     |

これら一連の変更は国際鳥類学委員会 (IOC) やClementsといった権威によって採用されたが、なお議論のあるところとなっている。Elliott  et al.は3種に分けることは支持しつつも、図版の特徴についてのIrestedt et al.の主張を否定し、新たなタイプ標本の導入は支持できず従来通りの名称を使うべきだとしている。そのうえで、亜種superbaとnieddaから成る種にはLophorina superbaという名を、femininaとlatipennisから成る種にはLophorina latipennisという名をあてることを推奨している。Handbook of the Birds of the WorldとBirdLife Internationalによる2020年版のチェックリストではfemininaとlatipennisからなる種には"Central Superb Bird-of-paradise" Lophorina femininaという英名および学名があてられている。
niedda (フォーゲルコップカタカケフウチョウ) については、Scholesと写真家のLamanによって求愛行動の映像と音声を採録してsuperbaの既存の資料と比較する調査が行われた結果、多くの相違点が見つかり新種と結論づけられている。

## 亜種
Irestedt et al. (2017)による3亜種
- Lophorina superba superba
- Lophorina superba addenda
- Lophorina superba latipennis

Handbook of the Birds of the World and BirdLife International digital checklist of the birds of the world Version 5 (2020年版)による2亜種
- Lophorina feminina feminina
- Lophorina feminina latipennis

以下はカタカケフウチョウ属を1種のみとした2017年以前の分類
- Lophorina superba superba
- Lophorina superba feminina
- Lophorina superba latipennis
- Lophorina superba niedda
- Lophorina superba minor
- Lophorina superba sphinx (亜種として認める説と認めない説がある[8][9])

## 写真

ナチュラリス生物多様性センターの標本
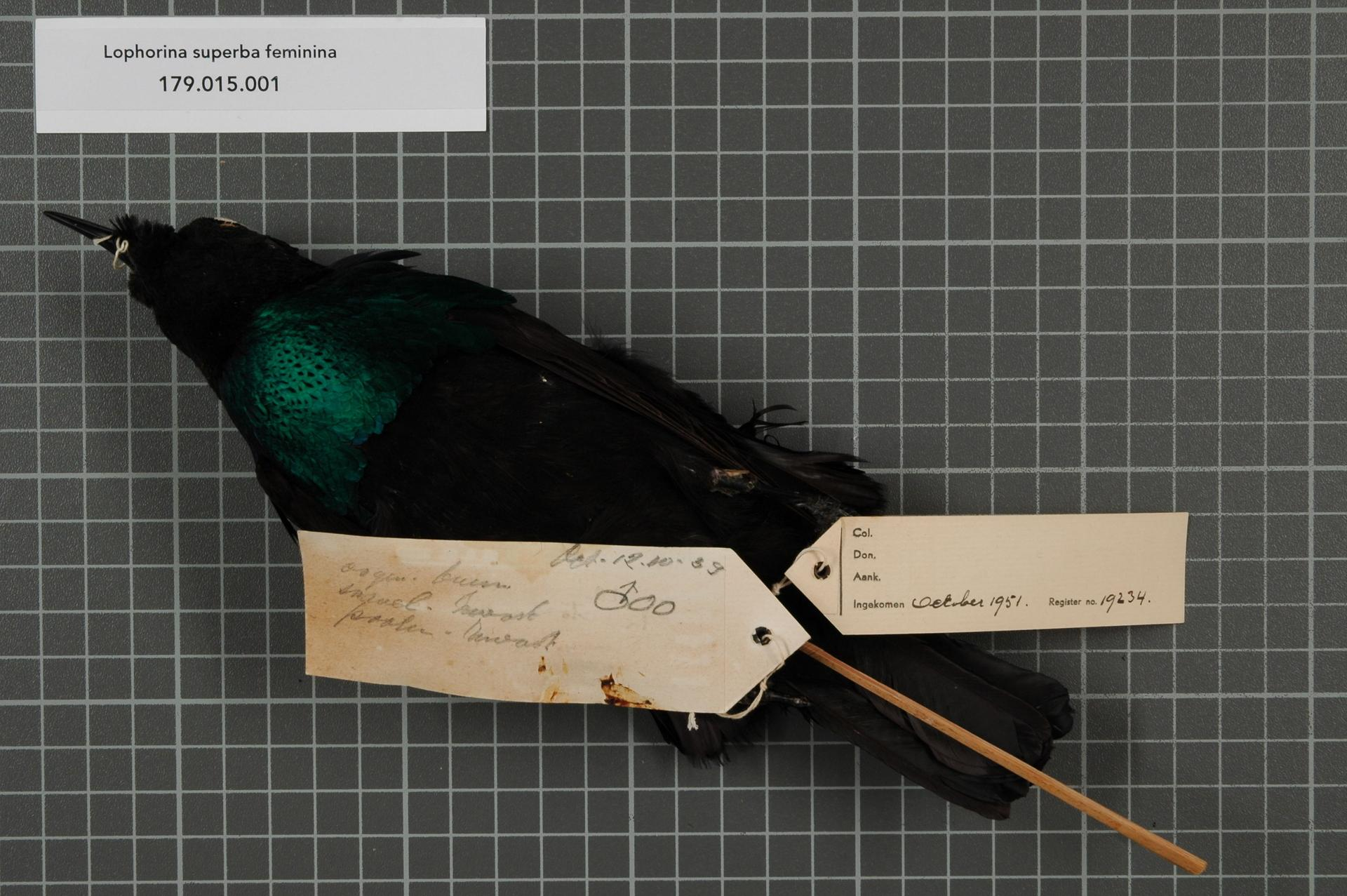
Lophorina superba feminina (オス)
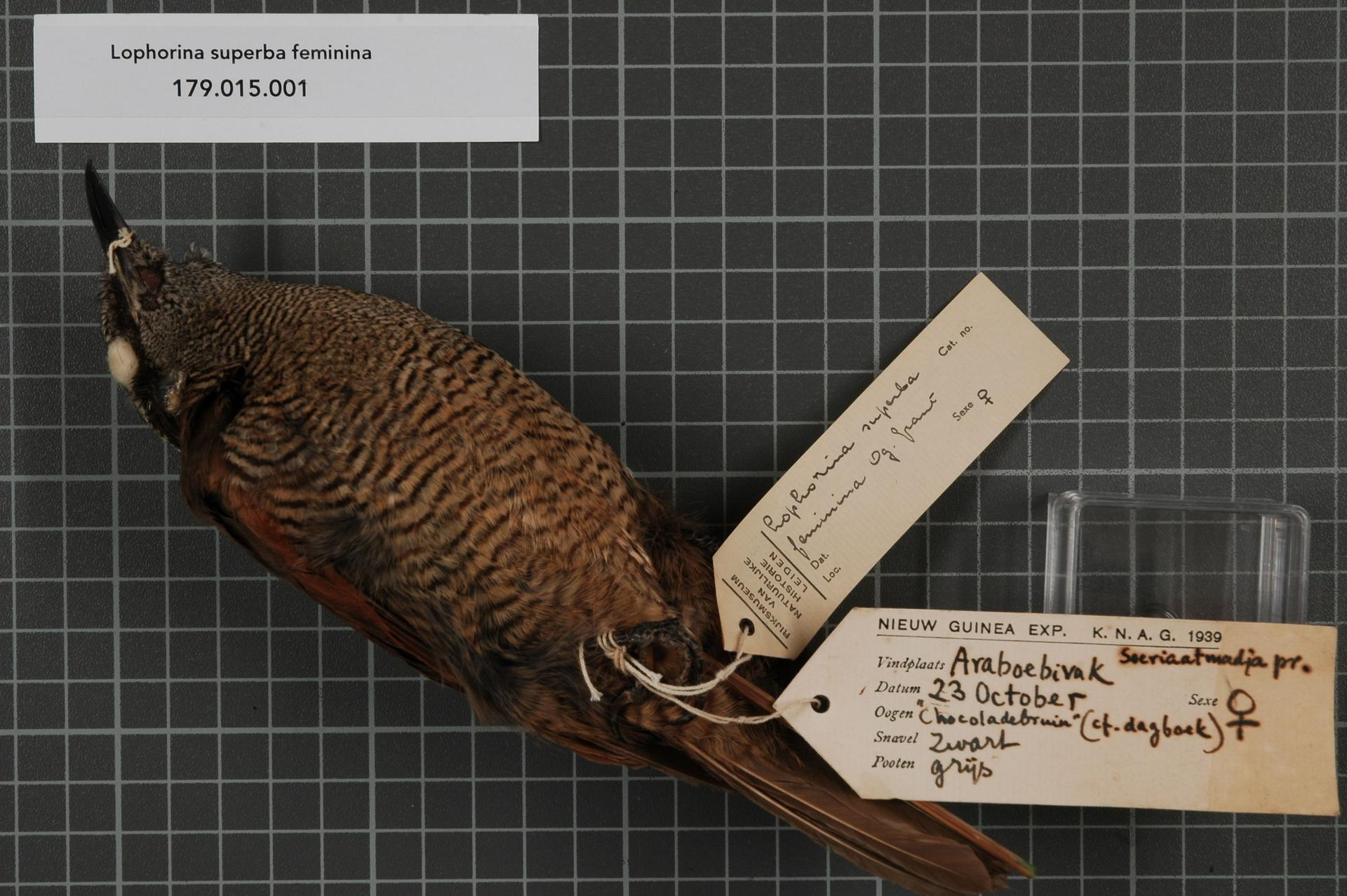
Lophorina superba feminina (メス)
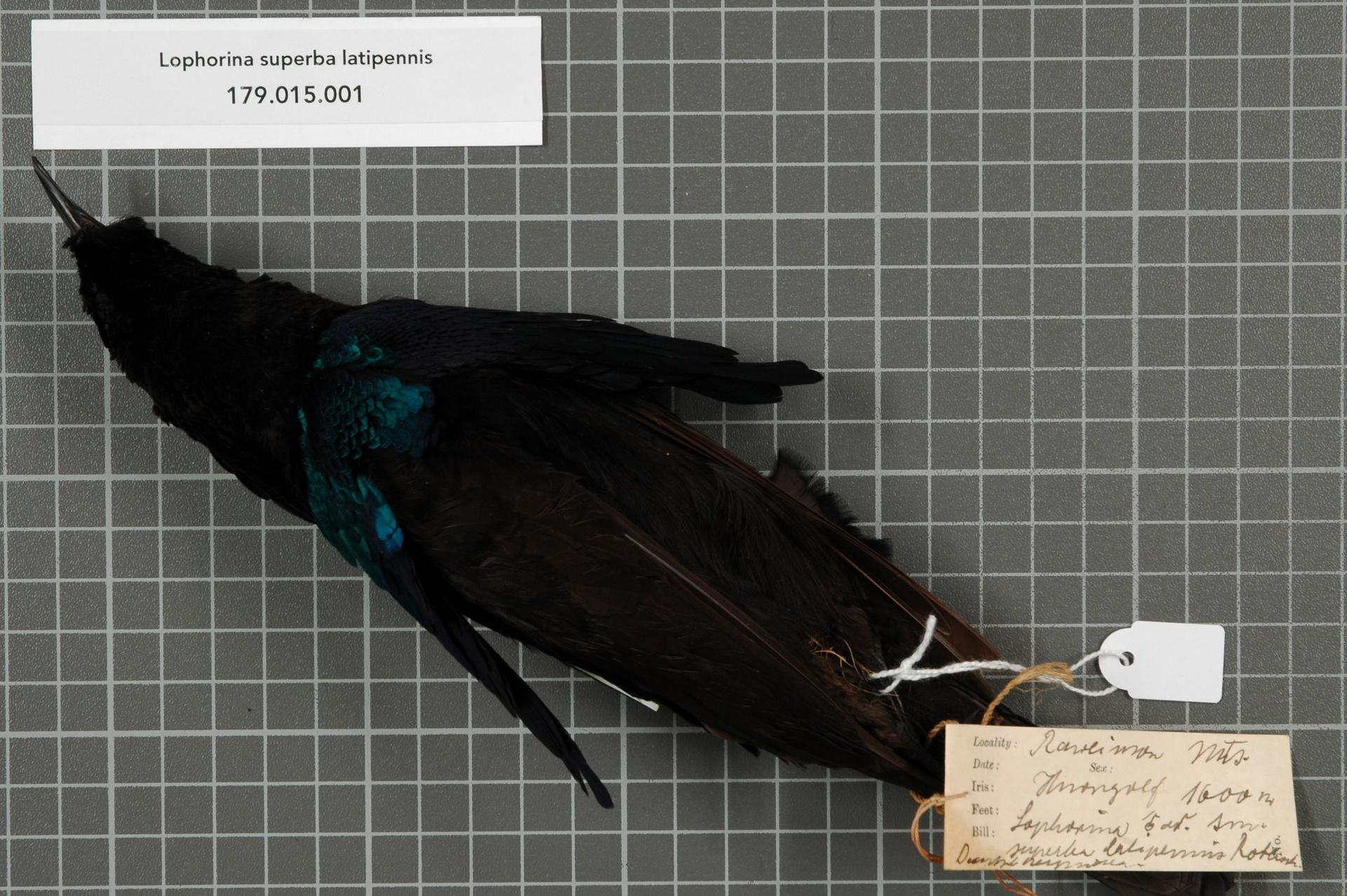
Lophorina superba latipennis (オス)